# Бабр
| |  |  |
| Герб Іркутська 1790 року з офіційним описом у гербовнику Вінклера (ліворуч) і герб Іркутської губернії з «бобровим» офіційним описом з гербовника МВС 1880 року (праворуч). |  |  |

Бабр — староросійське позначення пантери, тигра, леопарда, запозичене через посередництво тюркських мов з фарсі. Якутською мовою це слово (баабир) означає амурського тигра
Як геральдична фігура існувала з 1642 року на гербі міста Якутська, з перенесенням місця розміщення сибірських воєвод з 18 лютого 1690 року стала геральдичним символом міста Іркутська. З перервою використовується в гербах Іркутська,  Іркутської губернії,  Іркутської області, Іркутського району і деяких колишніх регіонів Іркутської губернії, що входили до її складу в Російської імперії.

## Історія
В офіційно затвердженому  імператрицею Всеросійською  Катериною Другою 26 жовтня 1790 року на гербі Іркутська зображений тигр з  соболем в зубах і з наступним описом  (дослівно) : «В срібному полі щита біжить тигр, а в роті у нього соболь. Цей герб старий».

### Підміна понять: «бобер» замість «бабр»
При черговому затвердженні, вже  Олександром II, герба  Іркутської губернії в Санкт-Петербурзьку герольдію надійшов «з місця» опис герба зі словом «бабр» замість «тигр», що «сибірською говіркою» абсолютно одне і те ж. Невідомий чиновник Герольдії в описі «виправив» «а» на «о», і вийшло «бобер, що несе в зубах соболя». Таким герб губернії був Найвище затверджений 5 липня 1878 року.
Неточність ніхто не помітив, оскільки день затвердження герба — 5 липня 1878 року — був унікальним в російській геральдиці: цар у Царському Селі одночасно затвердив 46 гербів територій Російської Імперії (35 губернських і 11 обласних), тобто понад половини гербів з усіх існувавших на той момент губерній (83-х).
Слід зазначити, що, попри це, художниками ніколи не було намальовано жодного зображення іркутського герба з бобром. Замість цього «бабру» в гербі прималювали великий, схожий на бобровий, хвіст і перетинчасті задні лапи, створивши нову міфічну тварину, яку можна умовно назвати «геральдичним бабром».

### Сучасність
Помилку в одну літеру в описі герба було виправлено тільки при затвердженні його в 1997 році, тобто вона протрималася 119 років. Але при цьому донині бабр на офіційних гербах Іркутська і Іркутської області являє собою чорного звіра, що з вигляду нагадує куницю з червоними очима, а зовсім не тигра.
Дана обставина є відмінною рисою символіки міста та області і особливою місцевою визначною пам'яткою, що робить Іркутськ і Іркутську область унікальними в історії геральдики.
Також цікавий опис міського герба 2011 року: чорний колір символізує «смиренність, розсудливість і скромність», а червоний — «хоробрість, мужність і безстрашність». Пропонувалося змінити опис кольорів бабра (але не самі кольори), оскільки за описом виходить, що скромний чорний бабр тримає в зубах хороброго червоного соболя.

## У рекламі і масовій культурі
Зараз бабр часто використовується як символ приналежності Іркутську. Як офіційний символ бабр може бути: на покажчиках меж при в'їзді в Іркутську область, на відзнаці губернатора області, на нагородах області, на будівлях і в залах засідань органів влади, на офіційних бланках, печатках, обласних друкованих виданнях, в місцях проведення офіційних церемоній і урочистих заходів.

## Пам'ятник бабру
У лютому 2011 року міська дума Іркутська ухвалила рішення встановити скульптуру «Бабр» на з'їзді зі старого Ангарського моста, на місці монументальної композиції «Кіровський район Іркутська». Пам'ятник мав бути встановлений до 350-річчя міста, що відзначалося в 2011 році. Скульптура повинна була бути роботи Даші Намдакова, але його проект не сподобався депутатам. Відкриття пам'ятника було перенесено на 2012 рік. Орієнтовна його вартість — 8 млн рублів.
5 жовтня 2012 року фігуру «Бабра» було встановлено в Іркутську на перетині вулиць Сєдова, 3-го липня, Леніна в 130-му кварталі Іркутська.

## Галерея

Тигр в гербі Іркутська 1790 року
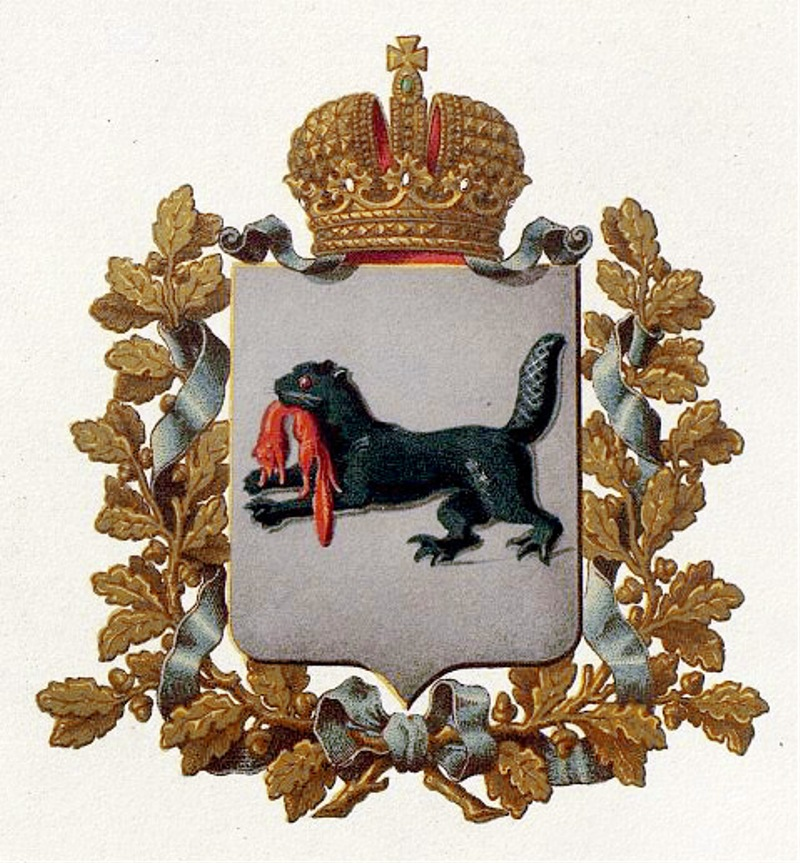
Бабр на офіційному гербі Іркутської губернії 1878 року (Гербовник МВС, 1880)
Бабр в гербі губернії 1878 року (видання Сукачова, 1881)
Бабр на сучасному гербі Іркутська
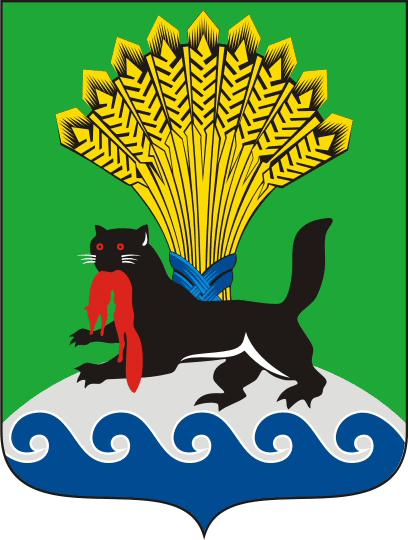
Сучасний герб Іркутського района
Сучасний герб Іркутської області